# Bánd Anna
Bánd Anna (Antalfalva, 1921. november 26. – Budapest, 2007. december 28.) Jászai Mari-díjas magyar színművésznő, bábművész, rendező, eszperantista.

## Életpályája
1921-ben született a vajdasági Antalfalván. Szanészkamarai vizsgát követően lett színész. 1948-1949 között a Szivárvány Bábszínházban dolgozott. 1949-1992 között az Állami Bábszínház művésze volt. A világon elsőként rendezett eszperantó nyelvű előadásokat. Bábszínészetet és bábmozgatást tanított Pécsett, Egerben, Miskolcon, valamint Tiszalúcon. 2007-ben hunyt el.
Lánya Simándi Anna bábművész.

## Főbb színházi szerepei
- Héra (Darvas–Gádor: Szerelmes Istenek)
- Törpe (Swift–Jékely: Gulliver az óriások földjén)
- Mirigy (Vörösmarty: Csongor és Tünde)

## Főbb színházi rendezései
- Andersen–Szilágyi D.: Bűvös tűzszerszám
- Urbán Gy.: Kacsalaki rejtély
- Shakespeare: Szentivánéji álom;
- Szperanszkij–Jékely Z.: Világszépe
- Tolsztoj–Jékely Zoltán: Fajankó kalandjai
- Januszewska–Tóth E.: A gyáva kistigris
- Móra Ferend–Pápa: Csalavári Csalavér
- Arany János: Toldi
- Tamási Áron: Szegény ördög
- Weöres Sándor: Csalóka Péter

## Filmes és televíziós szerepei
- Dörmögőék legújabb kalandjai (1990-1991)
- Dörmögőék kalandjai (1987)
- Csillagvitéz (1987)
- Tapsikáné fülönfüggője (1985)
- Minibocs (1983)
- Minden egér szereti a sajtot (1981)

## Díjai és kitüntetései
- Jászai Mari-díj (1979)